# Az Olasz Köztársaság napja
Az Olasz Köztársaság napját minden év június 2-án  ünneplik, amely Olaszország nemzeti ünnepnapja. A hivatalos ünnepségre Rómában kerül sor. Az Olasz Köztársaság napja Olaszország egyik nemzeti szimbóluma.
Az ünnepség az 1946-ban az általános választójog alapján tartott intézményi népszavazásról emlékezik meg, amelyben az olasz embereket szavazásra szólították fel, hogy döntsenek az államformáról a második világháború és a fasizmus bukása után. 
A Rómában rendezett ünnepségen babérkoszorút helyeznek az ismeretlen katona szobrára, ami az Altare della Patrián található, valamint egy katonai felvonulást is rendeznek a római Via dei Fori Imperiali mentén.

## Története

Szavazási eredmények

1946. június 2-án és 3-án intézményi népszavazást tartottak, és az olaszokat a szavazófülkéhez hívták, hogy eldöntsék az állam formáját a monarchia vagy köztársaság javára. A szavazást a második világháború végén, néhány évvel az olaszországi fasiszta rezsim bukása után kezdeményezték. A fasiszta diktatórikus rezsimet az olasz királyi család, a Savoyai-ház több mint 20 éve támogatta. 
A köztársasági pártiak az Itáliai turritát, az olasz nemzet megszemélyesítés szimbólumát választották a választási kampányhoz és az állami intézmény formájáról szóló szavazólapon is. Ellentétben a Savoyai-család címerével, ami a monarchiát jelképezte.
Ez az intézményi népszavazás volt az első általános választójog szerinti szavazás Olaszországban. 12 717 923 szavazó voksolt a köztársaságra és 10 719 284 a monarchiára (54,3%, illetve 45,7%). 1946. június 10-én, 85 év Olasz Királyság után, a legfelsőbb bíróság kihirdette az Olasz Köztársaság születését, amelyet véglegesen június 18-án szankcionáltak. 

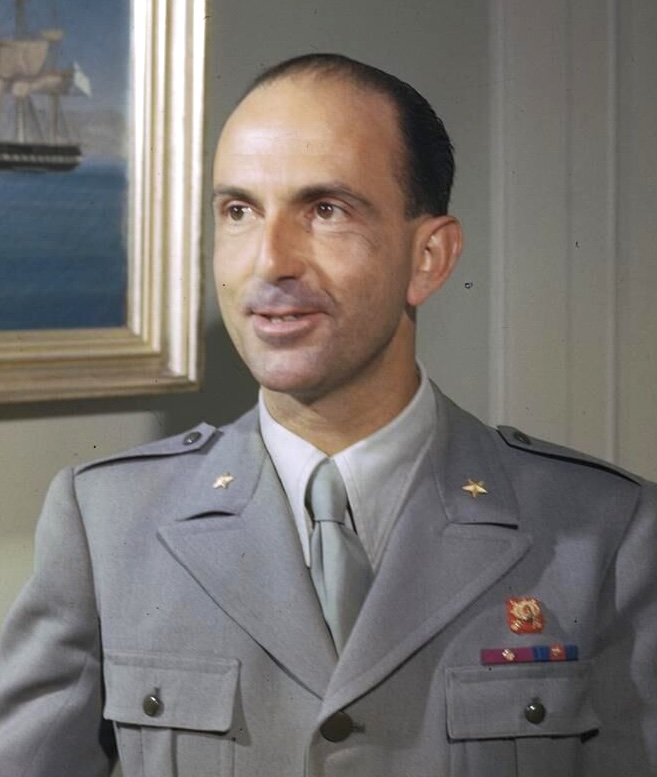
II. Umbertó olasz király Olaszország utolsó királya

II. Umbertó olasz király, hogy elkerülje a monarchisták és a republikánusok közötti összecsapásokat – melyek ekkor már az ország egész területére kiterjedtek –, június 13-án úgy döntött, hogy elhagyja Olaszországot, és Portugáliába menekült. 1948. január 1-jétől, az Olasz Köztársaság alkotmányának hatálybalépésével megtiltották II. Umberto Savoy férfi leszármazottainak Olaszországba való belépését. Ezt a rendelkezést 2002-ben hatályon kívül helyezték. 1946. június 11-ét nemzeti ünnepnapnak nyilvánították mint az első olasz köztársaság napját.
Az olaszok június 2-át, a modern nemzet születését ugyanúgy ünneplik, mint a franciák július 14-ét (a bastille-i viharok évfordulója) és az amerikaiak a július 4-ét (a Nagy-Britanniától való függetlenség évfordulója). Március 17-én ünneplik Olaszország egyesülését és az olasz állam születését. 1861. március 17-e az Olasz Királyság kikiáltásának napja. A köztársaság születése előtt az Olasz Királyság nemzeti ünnepnapja a Statuto Albertino ünnepe volt, amelyet június első vasárnapján tartottak.
Az Olasz Köztársaság napjának első ünneplésére 1947. június 2-án került sor. Az első felvonulás a római Via dei Fori Imperialin 1948-ban volt.  Június 2-át 1949-ben véglegesen nemzeti ünnepnek nyilvánították Ezen alkalomból az ünnepség magába foglalta a fegyveres erők múltbéli áttekintését, a felvonulásra a Piazza Venezián került sor, szemben az Altare della Patriával. Miután a babérkoszorút az olasz köztársasági elnök, Luigi Einaudi az ismeretlen katona sírjára helyezte, a fegyveres erők zászlói elhagyták a formációt, az emlékmű lépcsőjére sétáltak, és íjjal tisztelegtek az elnök előtt.
1949-ben Olaszország belépett a NATO-ba, ezzel egyidejűleg tíz ünnepségre került sor szerte az országban, felhívva a figyelmet az újonnan alakult köztársaságra, a mazzinianizmus kötelékére és a Risorgimento jelenlegi vezetésére, Giuseppe Mazzinire.
1961-ben az olasz köztársaság fő ünnepségére nem Rómában került sor, hanem Torinóban, az egyesített Olaszország első fővárosában. Torino 1861-től 1865-ig között Olaszország fővárosa volt, ezt követi Firenze (1865-1871) és végül Róma, amely 1871 óta az ország fővárosa. 1961-ben valójában Olaszország egyesülésének (1861–1961) századik évfordulóját is ünnepelték. 1963. június 2-án elmaradt a felvonulás XXIII. János pápa egészségi állapota miatt. A felvonulást november 4-re halasztották, a Nemzeti Egység és a Fegyveres Erők Napjával egyidejűleg. 
1965-ben az első világháborúban részt vett elnyomott katonai egységek zászlói szintén megjelentek Róma fő ünnepségén; abban az évben megemlékeztek az Olaszország első világháborúba való belépésének 50. évfordulójáról is. Pontosabban Olaszország hivatalosan 1915. május 24-én kezdte meg katonai műveleteit az I. világháborúban, az első ágyúval, amelyet Fort Verena lőtt az Asiago-fennsíkon, a Vezzena-síkságon fekvő osztrák erődítmények felé. 
Az 1970-es években Olaszországot sújtó súlyos gazdasági válság miatt az állami és társadalmi költségek visszaszorítása érdekében az Olasz Köztársaság napját az 1997. március 5-i 54. számú törvény hatályában június első vasárnapjára helyezték át. Ennek következtében a június 2-i, mint az ahhoz kapcsolódó állami ünnepet eltörölték. 2001-ben a köztársasági elnök, Carlo Azeglio Ciampi ösztönzésének hatására az Olaszország nemzeti szimbólumainak népszerűsítésére irányuló fellépés által az Olasz Köztársaság napja elhagyta a a mozgó ünnep státuszát.  

## Ünnepség

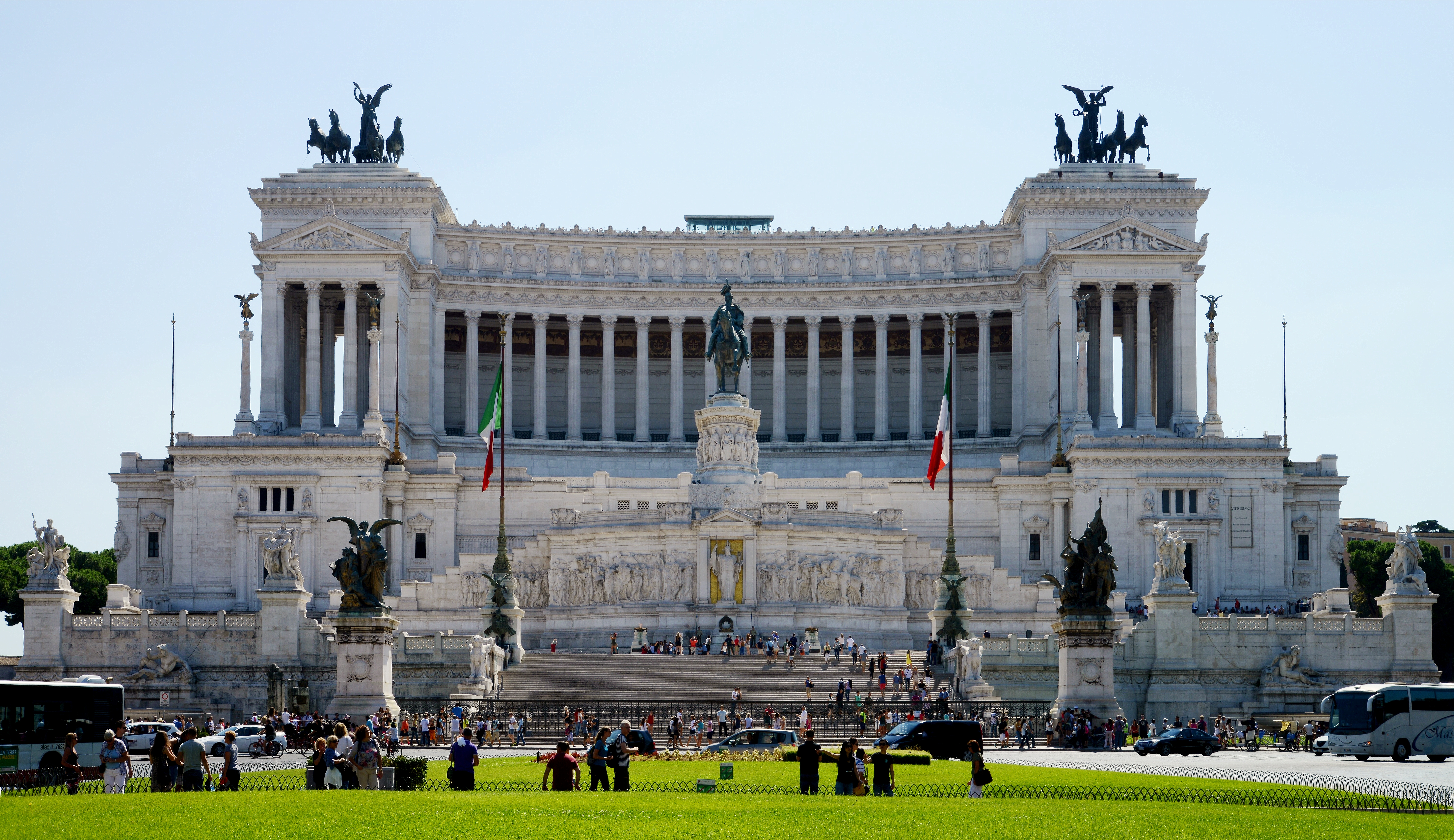
Az Altare della Patria (az Atya-oltár), Vittoriano néven is ismert, ahol az ünnepségek kezdődnek

A római hivatalos ünnepség magába foglalja az Altare della Patrián történő ünnepélyes zászlóemelést és az ismeretlen katona sírjánál való tisztelgést. Az olasz köztársasági elnök babérkoszorút tesz a sírra, a tisztelgésen részt vesz az állam vagy a szenátus elnöke, a képviselőház elnöke, a miniszterek tanácsának elnöke, az alkotmánybíróság elnöke, a honvédelmi miniszter és a védelmi parancsnok  
Később a köztársasági elnök Via di San Gregorióba megy motoros járőr kíséretében, ahol a főváros katonai parancsnokával együtt megszemléli a kiküldött katonai egységeket.  Az államfő ezután az elnöki tribunumra költözik, amely a Via dei Fori Imperialiban található, ahol részt vesz a felvonuláson a legmagasabb rangú államhivatalnokokkal együtt. A menetelő katonák jelvényüket megemelve tisztelegnek a köztársasági elnök előtt, amikor az elnöki tribunom előtt elhaladnak. Hagyomány, hogy az olasz kormány tagjai és a parlament két ágának elnökei a szertartás alatt olasz trikolórkokárdát viselnek a kabátjukon.

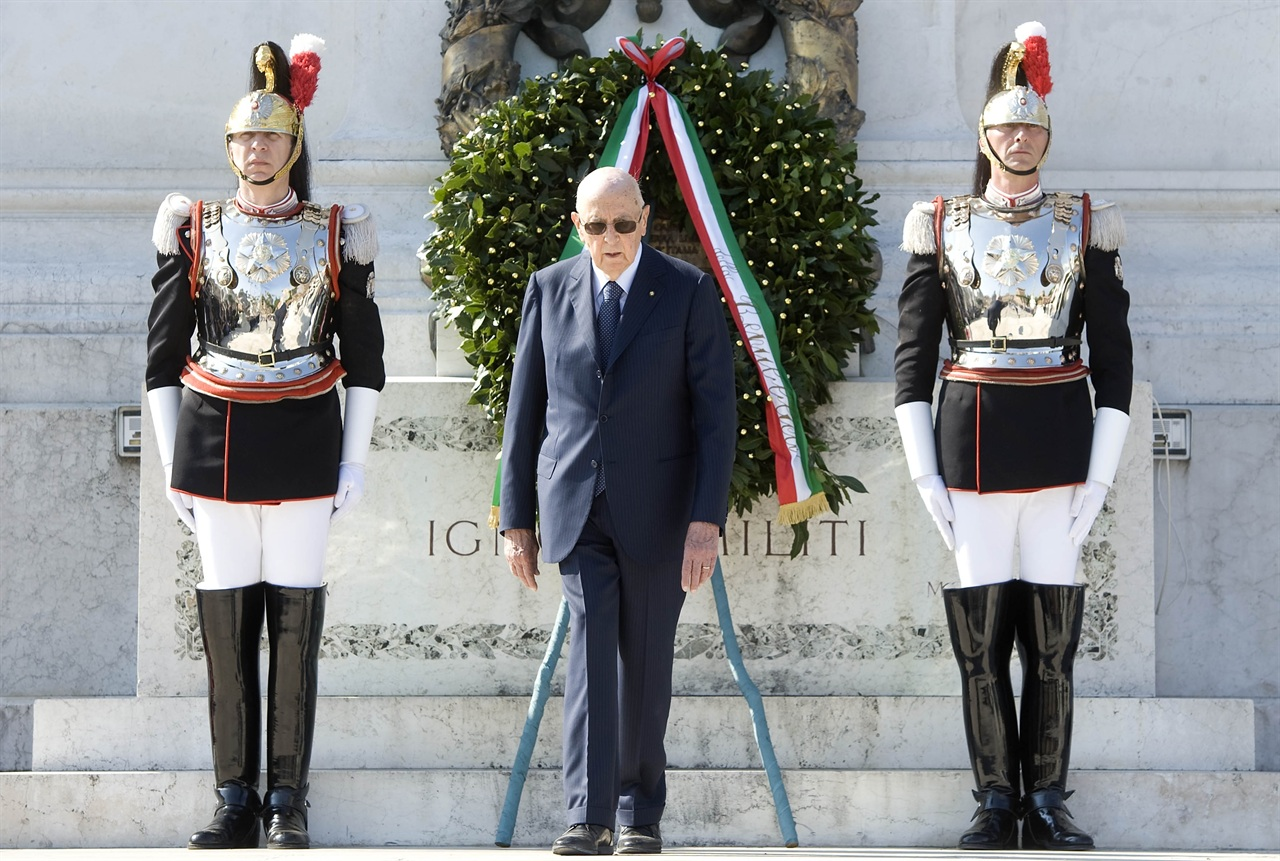
Az Olasz Köztársaság elnöke, Giorgio Napolitano, a Corazzieri kíséretében, lerója tiszteletét az ismeretlen katona előtt az Altare della Patrián 2012. június 2-án

Az ünnepség délután a Quirinale-palota kertjében az Olasz Köztársaság elnökségének székhelyének megnyitásával, valamint az olasz hadsereg, az olasz haditengerészet és az Olasz Légierő együtteseinek zenés előadásaival zárul. 
Az ünnepnapon a Palazzo del Quirinalban ünnepélyes formában kerül sor a gárda cseréjére a Corazzieri ezredben és a Carabinieri lovassági ezredben. Ezt az ünnepélyes szertartást csak két alkalommal hajtják végre, a Trikolór nap (január 7.) és a Nemzeti egység és a fegyveres erők napja (november 4.) ünnepségein. 
A hivatalos ünnepségeket az ország egész területén tartják. Ezek között vannak az egyes megyeszékhelyek által a helyi hatóságok számára szervezett tradicionális fogadások, amelyeket ünnepélyes nyilvános felvonulások követnek csökkentett katonai létszámmal. Hasonló ünnepségeket a régiók és az önkormányzatok is szerveznek. 
Az olasz nagykövetségek szerte a világon ünnepségeket szerveznek, amelyekre a helyi országok államfőit hívják meg. A többi államfő köszöntője az olasz köztársasági elnökhez a világ minden tájáról érkezik.

## A felvonulás

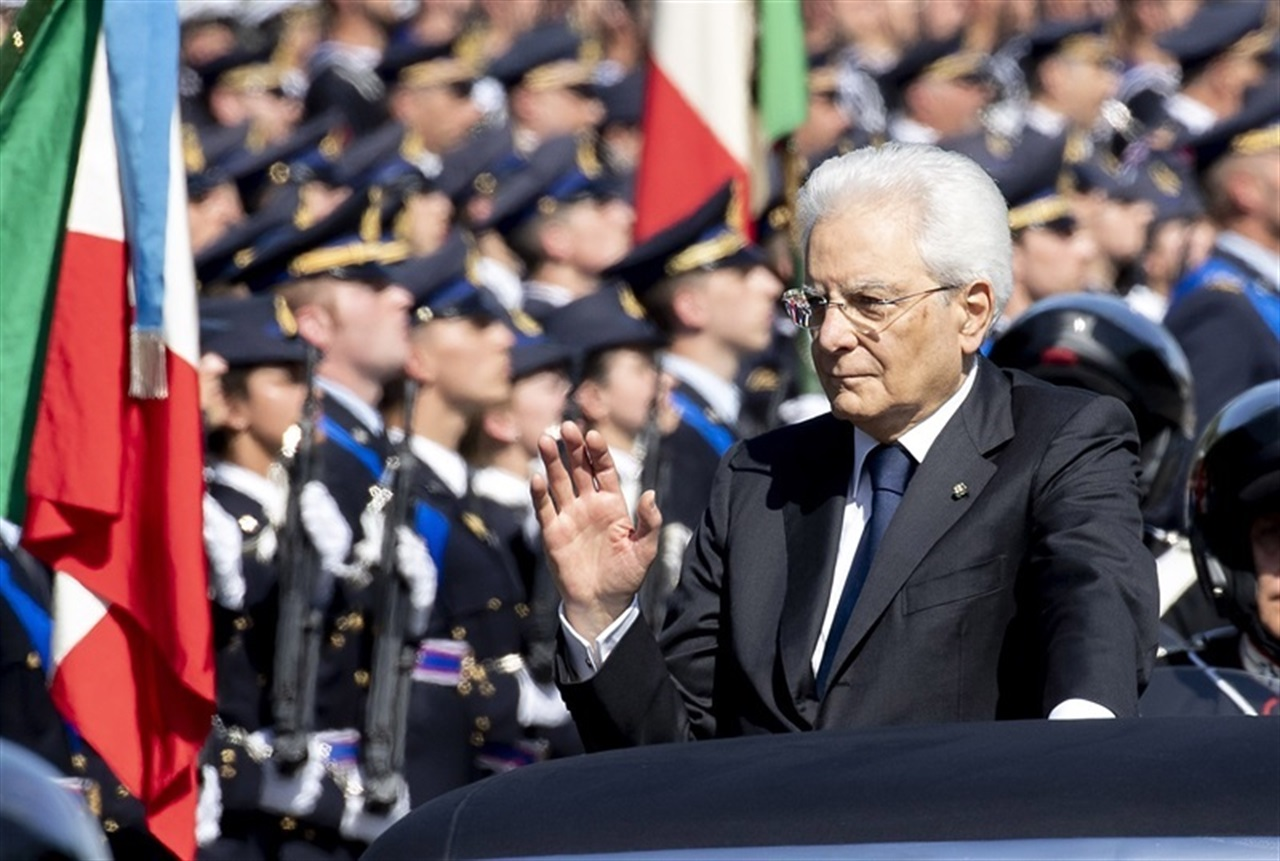
Sergio Mattarella, az olasz köztársasági elnök a Lancia Flaminia elnöki autón a 2018-as felvonuláson

A katonai felvonuláson minden olasz fegyveres erő, a köztársasági rendőri erők és az Olasz Vöröskereszt is részt vesz. A katonai parádét először 1950-ben vezették be a hivatalos ünnepségek jegyzőkönyvébe.
1976-ban, a friuli földrengés után a katonai parádét nem szervezték meg, míg a következő évben, 1977-ben, a teljes megszorítás mellett, úgy döntöttek, hogy nem rendezik meg a ünnepi katonai felvonulást, hogy elkerüljék az állami költségvetés további terhelését. Ezt a döntést a következő években is megismételték. 
A katonai felvonulást újból beillesztették Róma 1983-os hivatalos ünnepségére, abban az évben az Olasz Köztársaság napját június első vasárnapján, az Aventine és a Porta San Paolo között rendezték meg, hogy megemlékezzenek Róma városának a második világháború alatti német megszállással szembeni ellenállásáról. A következő évben, 1984-ben a felvonulás visszatért a Via dei Fori Imperiali felé, 1985-ben pedig a Via dei Cerchi és a Caracalla-fürdők között zajlott. 1989-ben a katonai parádét újra megszüntették, helyette történelmi kiállítást rendeztek a római Piazza di Sienában. 1999-ig a az Olasz Köztársaság ünneplésének kizárólag az Altare della Patria adott helyet. 
A felvonulás véglegesen visszatért a 2000-es ünnepségen az akkori köztársasági elnök, Carlo Azeglio Ciampi kezdeményezésére. 2004-ben Carlo Azeglio Ciampi a római önkormányzati rendőri testületet és a Protezione Civile személyzetét is meghívta a felvonulásra. 
A katonai felvonuláson részt vesznek az Egyesült Nemzetek Szervezete, a NATO, az Európai Unió néhány katonai küldöttsége, valamint az olasz vonalat tartalmazó multinacionális szervezetek képviselői is.

## Fordítás
- Ez a szócikk részben vagy egészben  a   Festa della Repubblica című angol Wikipédia-szócikk ezen változatának fordításán alapul.  Az eredeti cikk szerkesztőit annak laptörténete sorolja fel. Ez a jelzés csupán a megfogalmazás eredetét és a szerzői jogokat jelzi, nem szolgál a cikkben szereplő információk forrásmegjelöléseként.